# 로스메르스홀름

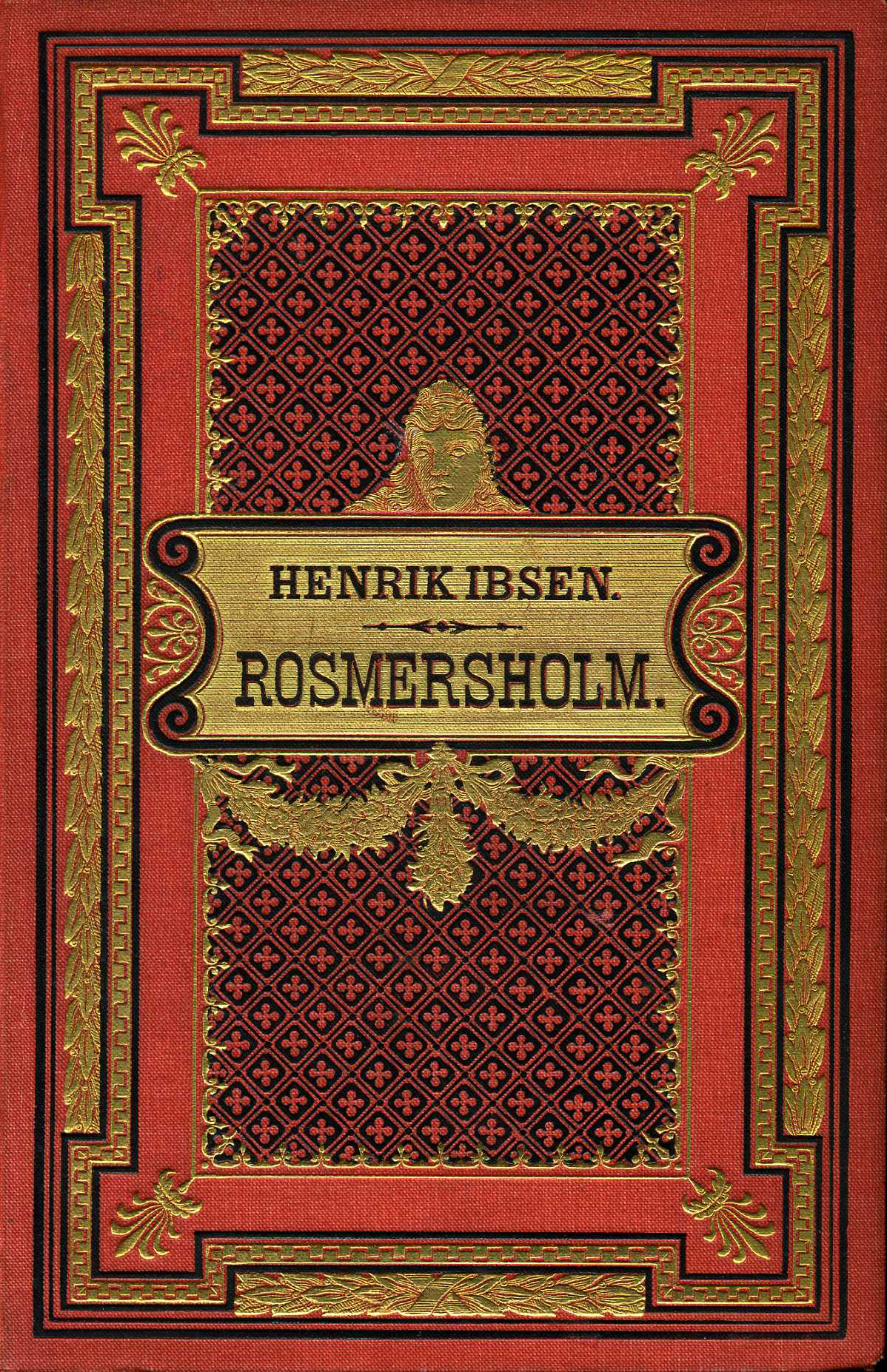

로스메르스홀름(Rosmersholm)은 노르웨이의 극작가 헨리크 입센의 희곡이다. 로스메르 집안에는 유령처럼 눈에 보이지 않는 백마가 떠다닌다. 로스메르 집안사람들은 이 백마가 자신들을 죽음으로 데려간다고 믿는다. ＜유령＞과 짝을 이루는 이 작품은 입센의 관심사가 정치 사회적 이슈에서 인간의 내면으로 옮아가는 과도기의 특징을 보여 주고 있다. 1894년 이후 온 유럽의 주목을 받기 시작해 뉴욕을 거쳐 영국에서 특히 큰 인기를 끌었다. ＜로스메르스홀름＞는 첫 발표 당시에는 크게 주목받지 못했다. 하지만 19세기가 끝나고 20세기가 시작될 무렵, 뤼녜 포의 공연으로 온 유럽의 주목을 받기 시작한다. 그리고 그 열풍은 뉴욕과 영국의 무대로까지 이어진다. 그리고 최근 미국과 유럽을 중심으로 ＜로스메르스홀름＞에 대한 다양한 현대적 재조명이 시도되고 있다.

## 줄거리
로스메르는 얼마 전 아내 베아테를 잃었다. 평소 우울증을 앓던 베아테는 집 앞 물레방아 폭포에서 뛰어내렸고, 이후로 로스메르는 물레방아 폭포 근처는 얼씬도 하지 않는다. 레베카는 그런 로스메르를 안타까워하며 로스메르 곁을 지킨다. 베아테가 살아 있을 때 그녀를 돌보며 로스메르 집안 살림을 봐주던 보모 레베카는 베아테가 떠난 저택에서 로스메르 부인으로서 베아테의 역할을 완벽히 대신한다. 그러나 베아테의 부재 속에 싹튼 로스메르와 레베카의 플라토닉 러브는 뜻하지 않은 공격과 비난으로 위기를 맞는다. 무엇보다 베아테에 대한 죄책감이 둘 사이에 무겁게 가로놓여 이 사랑은 결코 이루어질 수 없을 것처럼 보인다.
아내를 잃고 방황하던 로스메르와 그에게 연민을 가진 레베카의 순수한 사랑과 그 좌절을 그린 듯하지만 이 작품은 단순한 사랑 이야기는 아니다. 입센은 전작 ＜유령＞에서 그랬던 것처럼 눈에 보이지 않는 존재가 살아 있는 사람들의 심리와 영혼을 깊숙이 파고들어 삶을 지배하는 방식을 보여 준다. 이는 인물의 내면을 파헤쳐 집요하게 들여다보고 그로부터 인물의 선택, 가치관, 습관, 언어를 이해하려는 시도의 일환이다. 이처럼 입센의 관심은 후기로 갈수록 정치 사회적 이슈에서 벗어나 인간 내면으로 향한다. 그 과도기에 있는 작품이 바로 ＜로스메르스홀름＞이다. 인간 내면에 대한 입센의 탐구와 통찰은 프로이트에게 영감을 제공했고 이는 뒤에 정신분석학의 토대가 된다.